# Morning Glories
Morning Glories é uma revista em quadrinhos americana publicada pela Image Comics desde 2010. A série é a primeira publicação contínua criada por Nick Spencer, autor das minisséries Existence 2.0, Forgetless e Shuddertown, publicadas pela mesma editora. Uma resenha do A.V. Club sobre Shuddertown apontaria Spencer como alguém que havia rapidamente se tornado um dos melhores escritores de histórias noir nos quadrinhos.
A série, ilustrada por Joe Eisma, narra a história de seis alunos da Morning Glory Academy, um "internato de elite" americano que está recrutando diversos jovens pelos Estados Unidos, para propósitos desconhecidos, e rapidamente se tornaria um sucesso de público e crítica. O jornal USA Today chegou a comparar o inesperado e meteórico sucesso da revista ao da série de televisão Lost, uma das influências de Spencer para a trama. As primeiras cinco edições, lançadas entre setembro e dezembro de 2010, se tornaram um dos maiores sucessos de venda da editora, esgotando suas tiragens tão logo fossem disponibilizadas.
A série foi indicada ao Eisner Award nas categorias "Melhor Nova Série" e "Melhor Série Continuada" em 2011 e Rodin Esquejo, artista responsável pelas capas da série, foi indicado ao prêmio na categoria "Melhor Capista" Esquejo contribuiu ainda significativamente com Eisma e Spencer para a criação do design dos personagens.